# Plumpton (Northamptonshire)
Plumpton – wieś w Anglii, w Northamptonshire. Leży 10 km od miasta Towcester, 20,6 km od miasta Northampton i 99,4 km od Londynu. W 2009 miejscowość liczyła 12 mieszkańców. W 1931 roku civil parish liczyła 32 mieszkańców. Plumpton jest wspomniana w Domesday Book (1086) jako Pluntune.